# Inu-Oh
Inu-Oh (яп. 犬王) — японський анімаційний музичний фільм 2021 року режисера Масаакі Юаси, вироблений студією Science SARU. Сюжет, заснований на романі Хідео Фурукави «Повість про дім Тайра: Іну-О», розгортається в Японії XIV століття і розповідає про дружбу між Іну-О, танцюристом, народженим з унікальними фізичними характеристиками, і Томоною, сліпим музикантом. Будучи вигнанцями в суспільстві через свої відхилення, Іну-О і Томона вирішують використати свої артистичні навички з метою прокласти собі шлях до слави.
Прем’єра Inu-Oh відбулася на 78-му Венеціанському міжнародному кінофестивалі у вересні 2021 року, а в Японії фільм вийшов у прокат у травні 2022 року.

## Сюжет
Морщинистий гравець на біві розповідає історію про те, як 900 років тому клан Ґендзі шукав імператорські регалії, щоб об'єднати імператорський трон. Вони перемагають клан Хейке у битві при Дан-но-ура, де дитина-імператор тоне, тримаючи в руках Кусанагі-но цуругі. Триста років потому агенти Ашікаґи Йошіміцу наймають юного Томону та його батька, щоб ті витягли скриньку з корабельної аварії Хейке. Вони знаходять меч всередині ящика. Не здогадуючись, що це Кусанагі-но цуругі, батько Томони витягає його з піхов, випускаючи лезо з енергією, яке розрізає його навпіл і засліплює Томону. Після цього Томона вирушає в багаторічну подорож, щоб знайти відповіді на питання, що сталося, а привид його батька супроводжує його. Він зустрічає члена цілої трупи сліпих виконавців на біві і вирішує навчитися теж грати та приєднатися до трупи. Томона змінює своє ім'я на «Томоїчі», унаслідок чого привиду батька стає складно знайти сина.
У той самий час лідер танцювальної трупи Но одягає демонічну маску. Відбувається серія вбивств виконавців біва, а потім народжується третій син лідера з трьома куцими кінцівками, дуже витягнутою правою рукою, шкірою, вкритою лусочками, і жахливо спотвореним обличчям. Керівник трупи настільки зневажає свого потворного сина, що змушує його завжди носити маску і поводиться з ним, як із собакою. Але одного дня потворний син бачить, як його батько намагається навчити танцю Но інших своїх синів. Син-каліка тренується разом з ними, і його танець магічним чином відновлює його ноги.
Син-каліка блукає селом і незабаром зустрічає Томоїчі. Він прив'язується до Томоїчі, оскільки той не може бачити його потворність, і розповідає йому, що обрав для себе ім'я «Іну-О» (букв. «Собачий король»). Томоїчі розповідає Іну-О про те, як він бачить дух свого батька, а потім помічає, що Іну-О оточує безліч душ воїнів Хейке, які розповідають йому свої історії. Це бачення надихає їх на створення нової музичної трупи, а Томоїчі змінює ім'я на «Томоарі».
Невдовзі довговолосий Томоарі дебютує з новим номером на мосту, виконуючи свою пісню у стилі, що нагадує сучасний глем-метал. Під мостом Іну-О танцює під музику, розповідаючи історію про те, як солдати Хейке, відступаючи, чіплялися за свій корабель, але їм відрубали всі руки. Наприкінці пісні обидві руки Іну-О відростають до нормальної довжини. Їхній виступ миттєво стає хітом, а Томоарі та Іну-О стають великими знаменитостями.
У наступній виставі про воїнів Хейке, які чекають на «кита, який так і не прийшов», луска на шкірі Іну-О зникає. Але нова трупа привертає увагу Ашікаґи, який хоче, щоб розповідалися тільки ті версії історій про Хейке, які були написані його кланом. Він відправляє своїх агентів до заздрісного батька Іну-О, якому обіцяє славу в разі, якщо той зірве виступ сина.
У наступному акті трупа розкриває правду про походження Іну-О: його батько уклав угоду з демонічною маскою заради слави. Демон-маска вимагав життя гравців біви та невинність його ненародженого сина. Подальші вбивства випустили духи воїнів Хейке, які переслідували музикантів, але ті кинулися до Іну-О замість його батька, допомагаючи йому домогтися слави і позбутися прокляття. Його батько вимагає від маски вбити Іну-О, порушуючи умови їхньої попередньої домовленості. Обурена маска вбиває батька Іну-О замість нього.
Наприкінці вистави обличчя Іну-О відновлюється. Однак Ашікаґа розправляється з трупою, змушуючи Томоарі припинити виставу. Сам Ашікаґа вимагає, щоб Іну-О виконував лише офіційну версію історії Хейке, інакше він відрубає Томоарі голову. Іну-О погоджується, але Томоарі продовжує виступати і виступати проти клану Ашікаґа, тому люди клану відрубують йому голову. Іну-О прожив ще кілька років у славі танцюриста Но, але після смерті про нього всі забули.
Оповідач виявляється духом Томоарі, який залишився на Землі аж до наших днів і тепер використовує своє первісне ім'я «Томона». З'являється дух Іну-О, який пояснює, що на пошуки Томони пішло 600 років, відколи він змінив своє ім'я. Іну-О повертає Томоні його юнацьку форму, а потім повертається до своєї деформованої версії. Потім вони знову грають на біві та виступають.

## Персонажі
Іну-О (яп. 犬王, букв. «Собачий король»)
Головний герой і співпротагоніст фільму. Вигнанець, тіло якого завжди вкрите одягом, що приховує його зовнішність; навіть обличчя постійно замасковане. Образ Іну-О заснований на реальному виконавцеві но, хоча про нього мало що відомо, окрім легенд. Працюючи над романом про Іну-О, який став основою для фільму, письменник Хідео Фурукава розширив ці легенди, щоб переосмислити історичного Іну-О як виконавця, який підриває суспільні упередження, щоб стати культурною іконою.
Томона (яп. 友魚, букв. «Друг-риба»)
Головний герой фільму разом з Іну-О. Сліпий музикант, який грає на біві, інструменті, що використовується для супроводу розповіді казок. Після завершення війни Ґенпей для гравців на біва було звичайною справою декламувати «Хейке моноґатарі» — історичний переказ конфлікту, який оплакував полеглих і звеличував програвший клан Хейке, щоб заспокоїти їхні душі.

## Виробництво
Роман Хідео Фурукави «Повість про дім Тайра: Іну-О» був опублікований в Японії в 2017 році. Адаптуючи цю історію про давні часи, режисер Масаакі Юаса описав фільм як історію з паралелями та доречністю до сучасності, історію, яка запитує: «Чи слідувати долі та моді, щоб здобути славу, чи відмовитися від винагороди, щоб жити згідно з власними переконаннями». Музику до фільму написав композитор і мультиінструменталіст Отомо Йошіхіде. Саундтрек до фільму був випущений 25 травня, і містить оригінальні пісні, які виконують Аву-чан і Моріяма у ролях своїх персонажів, а також інструментальну музику у виконанні Отомо. Оригінальні пісні написали Аву-чан, Отомо, режисер Масаакі Юаса та виконавець саундтреку Йохей Мацуї. Дизайн персонажів створив мангака Тайо Мацумото.

## Випуск
Світова прем’єра Inu-Oh відбулася на Венеціанському міжнародному кінофестивалі 9 вересня 2021 року. Цей фільм став першим японським мальованим анімаційним фільмом, який брав участь у конкурсі в категорії «Горизонти». Згодом фільм показали на Міжнародному кінофестивалі в Торонто 2021 року, де відбувся його північноамериканський дебют. Японська прем’єра Inu-Oh відбулася на Токійському міжнародному кінофестивалі 3 листопада 2021 року. Широкий прокат фільму в Японії відбувся 28 травня 2022 року, співдистриб'юторами виступили Asmik Ace і Aniplex.

## Сприйняття

### Відгуки критиків
Після прем'єри на Венеціанському міжнародному кінофестивалі фільм Inu-Oh одразу отримав схвальні відгуки критиків. На агрегаторі рецензій Rotten Tomatoes фільм отримав 91% на основі 57 рецензій із середньою оцінкою 7,7/10. Критичний консенсус сайту гласить: Шанувальники Масаакі Юаса приїдуть до Inu-Oh в очікуванні візуального свята — і ця музична анімаційна феєрія не залишить їх розчарованими»/ На Metacritic, який призначає середньозважену оцінку, фільм отримав середню оцінку 77 зі 100 на основі 16 рецензій, що означає «загалом схвальні відгуки».
Вільям Біббіані з TheWrap зазначив, що «Inu-Oh — це історія про використання мистецтва, щоб говорити правду владі... Це історія про те, чому деякі історії залишаються нерозказаними, і чому деякі люди все одно розповідають їх, незважаючи на ціну», і оцінив фільм як «крик сирени мюзиклу: гнівний і прекрасний, захоплено анімований і дуже заразливий»/ Написавши для IndieWire, Девід Ерліх оцінив фільм на B+, підкресливши «прихильність фільму до маргіналізованих і незрозумілих» і зазначив, що «з часів «Беладонні печалі» 1973 року не було жодного аніме-фільму, який би переосмислив стародавню історію таким гіпнотично-психоделічним способом». Венді Айд з Screen Daily назвала роботу «унікальним твором кіномистецтва» з «оригінальністю підходу, що має виокремити його на тлі аніме-ландшафту». 

### Нагороди і номінації
| Рік  | Нагорода                                 | Категорія                                                           | Отримувач  | Результат | Прим.         |
| ---- | ---------------------------------------- | ------------------------------------------------------------------- | ---------- | --------- | ------------- |
| 2021 | Bucheon International Animation Festival | International Competition: Feature Film - Special Distinction Prize | Inu-Oh     | Перемога  | [ 17 ]        |
| 2022 | Fantasia International Film Festival     | The Satoshi Kon Award for Best Animated Feature                     | Inu-Oh     | Перемога  | [ 18 ]        |
| 2022 | Satellite Awards                         | Best Motion Picture – Animated or Mixed Media                       | Inu-Oh     | Номінація | [ 19 ]        |
| 2022 | Florida Film Critics Circle              | Best Animated Film                                                  | Inu-Oh     | Номінація | [ 20 ] [ 21 ] |
| 2023 | Golden Globe Awards                      | Best Animated Feature Film                                          | Inu-Oh     | Номінація | [ 22 ]        |
| 2023 | Annie Awards                             | Best Indie Feature                                                  | Inu-Oh     | Номінація | [ 23 ]        |
| 2023 | Annie Awards                             | Best Writing – Feature                                              | Akiko Nogi | Номінація | [ 23 ]        |
| 2023 | Mainichi Film Awards                     | Best Animation Film                                                 | Inu-Oh     | Номінація | [ 24 ] [ 25 ] |
| 2023 | Mainichi Film Awards                     | Ōfuji Noburō Award                                                  | Inu-Oh     | Перемога  | [ 24 ] [ 25 ] |
| 2023 | Crunchyroll Anime Awards                 | Best Film                                                           | Inu-Oh     | Номінація | [ 26 ]        |
| 2023 | Japan Academy Film Prize                 | Animation of the Year                                               | Inu-Oh     | Номінація | [ 27 ]        |